# Basilika von El Quinche

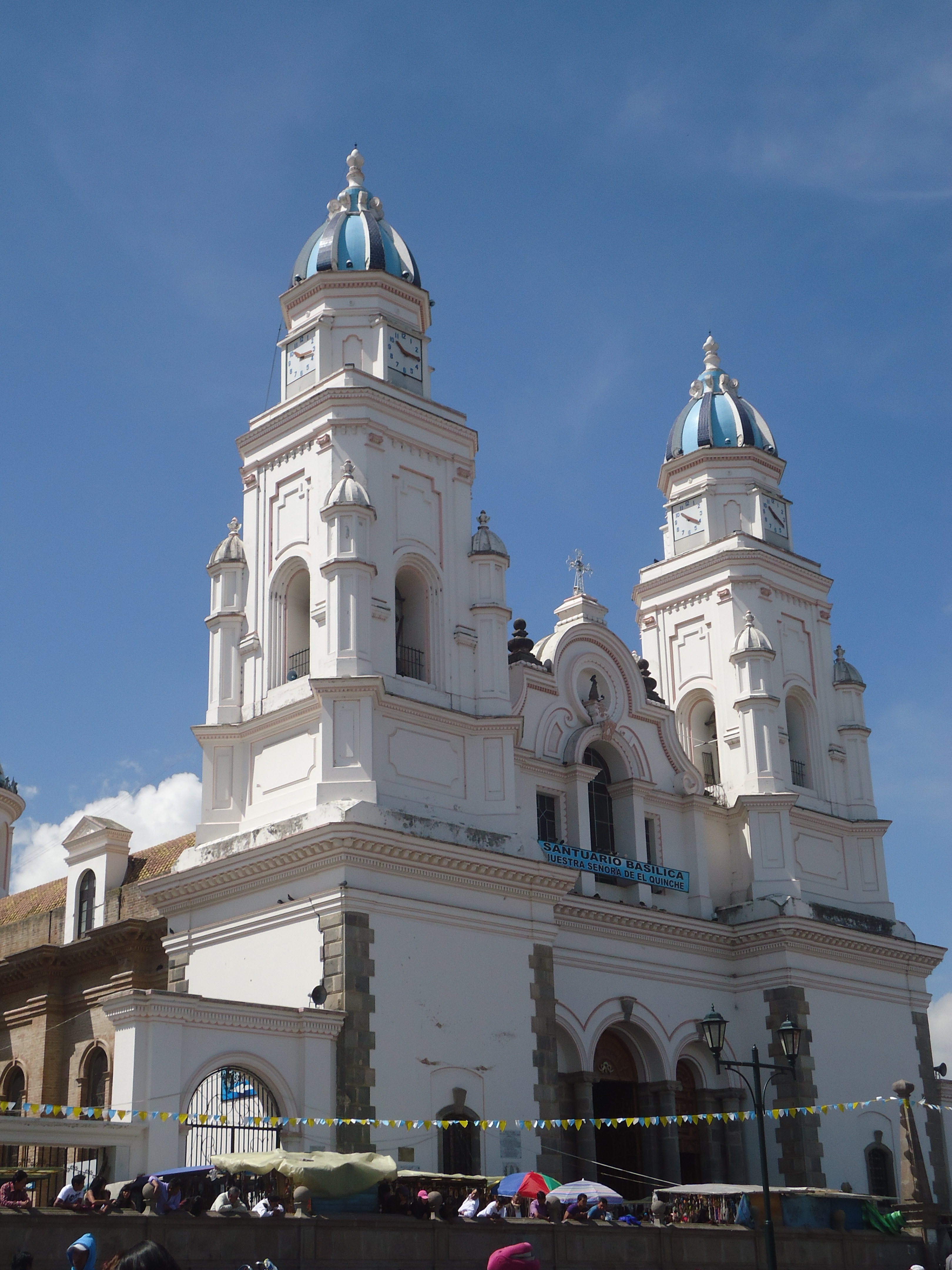
Fassade der Basilika

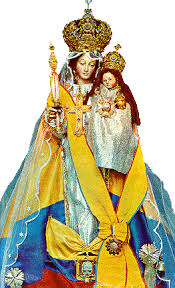
Jungfrau von El Quinche

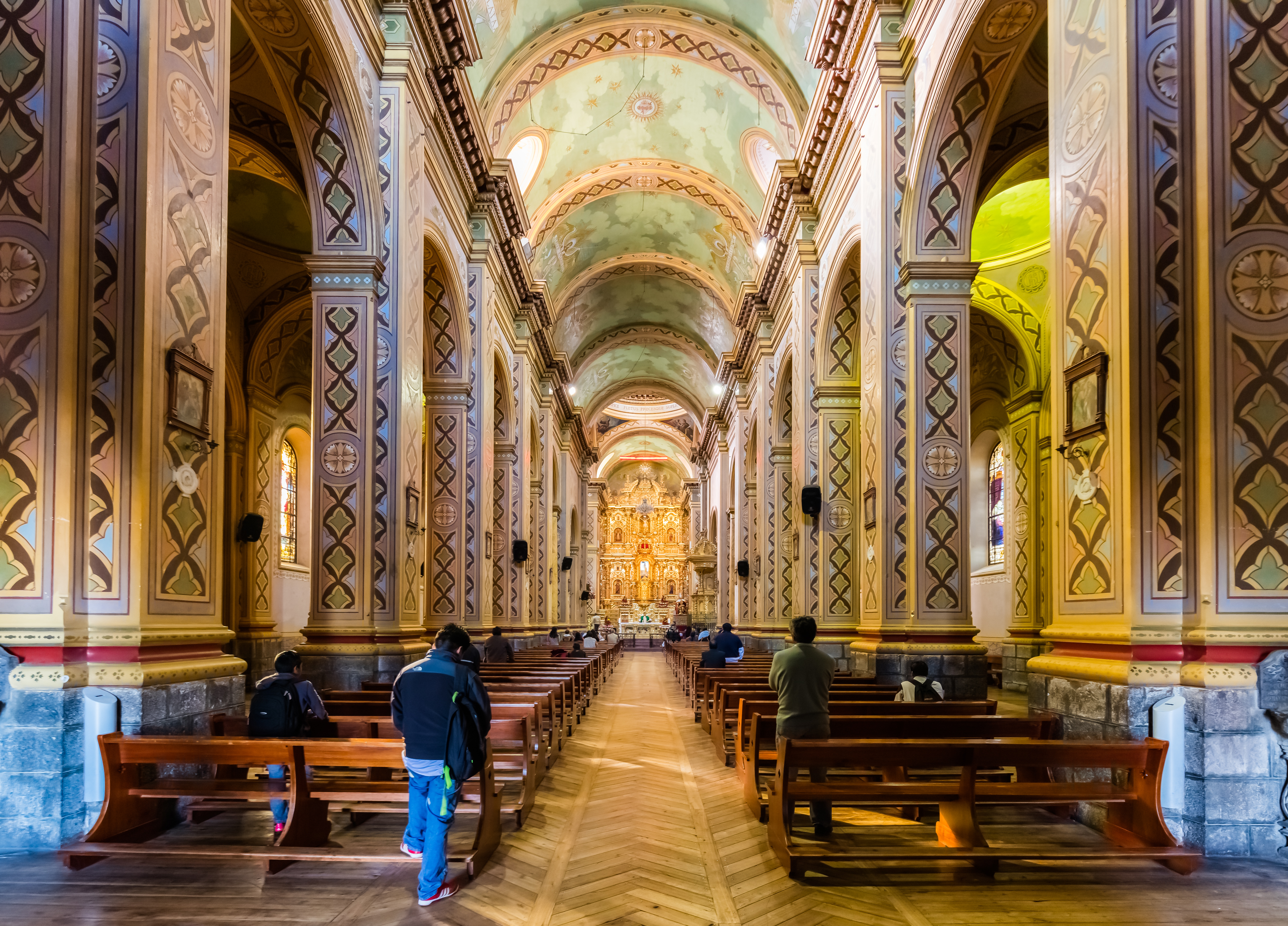
Innenraum der Kirche

Die Basílica Nuestra Señora de la Presentación (deutsch Basilika Darstellung Mariens) ist eine römisch-katholische Kirche in El Quinche östlich von Quito, Ecuador. Die Kirche des Erzbistums Quito mit der Widmung Darstellung Mariens im Tempel trägt die Titel einer Basilica minor und eines Nationalheiligtums. Die Basilika ist das Zentrum des Heiligtums der Schutzpatronin von Ecuador, Unserer Lieben Frau von Quinche.

## Geschichte
Das Heiligtum geht auf das Ende des 16. Jahrhunderts zurück, als die kleine Madonnenstatue von Diego de Robles geschnitzt wurde, als Kopie seiner Statue in der Kirche von Guápulo. Sie erfuhr bei der indigenen Bevölkerung eine große Verehrung. 1822 wurde sie als Beschützerin der gerade gewonnenen Unabhängigkeit Ecuadors ausgezeichnet. Die Oblatenmission wurde in Ecuador 1884 um Pater Julio María Matovelle gegründet und betreut unter anderem den Wallfahrtsort El Quinche. Sie initiierte die Baupläne der Kirche, die 1904 durch den Bruder Jacinto Pankiani vom Don-Bosco-Orden in Anlehnung an die Basilika Santa Maria Maggiore in Rom entworfen wurden. Die Kirche wurde zwischen 1913 und 1924 von Pater Bruning, einem deutschen Lazaristen, erbaut. Die Jungfrau von Quinche wurde 1943 kanonisch gekrönt. Die Kirche wurde am 2. Mai 1959 durch Papst Johannes XXIII. in den Rang einer Basilica minor erhoben. 1985 erhielt die Stätte den Status eines katholischen Nationalheiligtums. Am 8. Juli 2015 besuchte Papst Franziskus das Heiligtum der Madonna von Quinche, von dem aus er eine Rede hielt und sich mit Seminaristen, Ordensleuten und dem ecuadorianischen Klerus traf.

## Architektur
Die Kirche erstreckt sich zwischen zwei Parks. Hinter einem großen Vorplatz am Hauptpark erhebt sich die Doppelturmfassade. Der Mittelteil  besitzt zwei Ebenen, im unteren die drei Pforten, der obere besitzt drei Fenster unter einem aufwendigen Giebel. Die zwei seitlichen Türmen bestehen aus drei Körpern, die Rippenkuppeln auf oktogonalen Abschlussetagen tragen. Von den drei Kirchenschiffen ist das Mittelschiff von einem Tonnengewölbe bedeckt, die Seitenschiffe sind mit Kuppeln bedeckt. Die Vierungskuppel erhebt sich über einem Tambour. Das aus Kalkstein und Ziegeln errichtete Heiligtum bietet auf etwa 2000 Quadratmetern Platz für maximal 3500 Gläubige bei etwa 1000 Sitzplätzen.

## Wallfahrt
Jährlich kommen rund 800.000 Menschen im November in einer Marienwallfahrt zum Heiligtum. Die Wallfahrten von Guayllabamba nach El Quinche beginnen am Donnerstag vor dem Fest der Jungfrau. An den folgenden Tagen, Freitag- und Samstagnacht, werden von verschiedenen Stellen der Stadt Quito nach El Quinche Pilgerwege unternommen, die etwa 60 km lang sind.